# 港道隆
港道 隆（みなとみち たかし、1953年 - 2015年）は、日本の哲学研究者。甲南大学名誉教授。
エマニュエル・レヴィナスやジャック・デリダなどのフランス現代哲学を研究。デリダ『精神について』等の訳業でも知られる。

## 経歴
1977年東京外国語大学卒業。1988年パリ第一大学哲学博士。1989年甲南大学文学部助教授。1995年同教授。2013年甲南大学人間科学研究所長。

## 著作
- 『メルロ＝ポンティ』（廣松渉共著、岩波書店） 1983
- 『現代思想ピープル101』（共著、新書館） 1994
- 『レヴィナス 法-外な思想』（講談社、現代思想の冒険者たち16） 1997

## 翻訳
- 『精神について - ハイデッガーと問い』（デリダ、人文書院） 1990、のち 新版 平凡社ライブラリー 2009
- 『実践感覚』（ブルデュー、今村仁司, 福井憲彦共訳、みすず書房） 1988 - 1990
- 『人はなぜ笑うのか？ - フロイトと機知』（サラ・コフマン、中村典子,神山すみ江共訳、人文書院） 1998
- 『アポリア - 死す「真理の諸限界」を［で/相］待-機する』 （デリダ、人文書院） 2000
- 『狼男の言語標本 - 埋葬語法の精神分析 / 付・デリダ序文“Fors”』（ニコラ・アブラハム, マリア・トローク、森茂起, 前田悠希共訳、法政大学出版局） 2006